# Dong Bing
Dong Bing (chinesisch 董冰, Pinyin Dǒng Bīng; * 10. Dezember 1996 in Jilin) ist eine chinesische Wintersportlerin, welche im Skispringen und der Nordischen Kombination aktiv ist.

## Werdegang
Dong Bing startete auf internationaler Ebene zum ersten Mal am 14. und 15. Dezember 2018 im Rahmen des Continental Cups in Howelsen Hill, Steamboat Springs (Colorado), wo sie den elften und zehnten Platz erreichte. Daraufhin folgten in der Saison weitere Continental-Cup-Teilnahmen in Park City (Utah) und Otepää.
Am 25. August 2019 debütierte Dong in Oberwiesenthal im Grand Prix, wo sie den 18. Platz belegte und damit ihre ersten Grand-Prix-Punkte holte.
Als Skispringerin nahm sie 2013 und 2016 an FIS-Cup-Wettbewerben teil sowie an der Winter-Universiade 2017 in Almaty. Im August 2021 konnte sie bei zwei Continental-Cup-Springen im rumänischen Râșnov mit Platz zwei und drei ihre ersten Podestplätze erringen. Im September folgten im russischen Tschaikowski als Zwölfte und 13. die ersten Punkte im Skisprung-Grand-Prix. Seit der Saison 2021 hat sich Dong auf Skispringen spezialisiert und nimmt an Weltcup-Springen teil. Im Einzelspringen von der Normalschanze erreichte sie im ersten Sprung den 31. Platz und verpasste damit den Zweiten Durchgang nur knapp. Mit der chinesischen Mixed-Mannschaft wurde sie Zehnte und Letzte.

## Statistik

### Grand-Prix-Platzierungen (Skispringen)
| Saison | Platz | Punkte |
| ------ | ----- | ------ |
| 2021   | 36.   | 042    |

### Grand-Prix-Platzierungen (Nordische Kombination)
| Saison | Platz | Punkte |
| ------ | ----- | ------ |
| 2019   | 25.   | 013    |

### Continental-Cup-Platzierungen (Nordische Kombination)
| Saison  | Platz | Punkte |
| ------- | ----- | ------ |
| 2018/19 | 21.   | 092    |